# Stina Fant
Stina Fant, född Nordwall 6 augusti 1898 i Stockholm, död 19 januari 1992, var en svensk konstnär.
Stina Fant studerade vid Högre konstindustriella skolan i Stockholm 1915–1920 och vid Konsthögskolan 1922–1925 samt under studieresor till Frankrike och Italien. Hon medverkade i samlingsutställningarna God konst i hem och samlingslokaler på Nationalmuseum och Konst för skolor på Liljevalchs konsthall. Hennes konst består av stilleben och landskapsmålningar i olja, akvarell eller gouache samt kompositioner för kyrklig textil.
Hon var dotter till kamreren Hugo Nordwall och Annie Kindberg och från 1928 gift med Erik Fant.